# Zoonomia

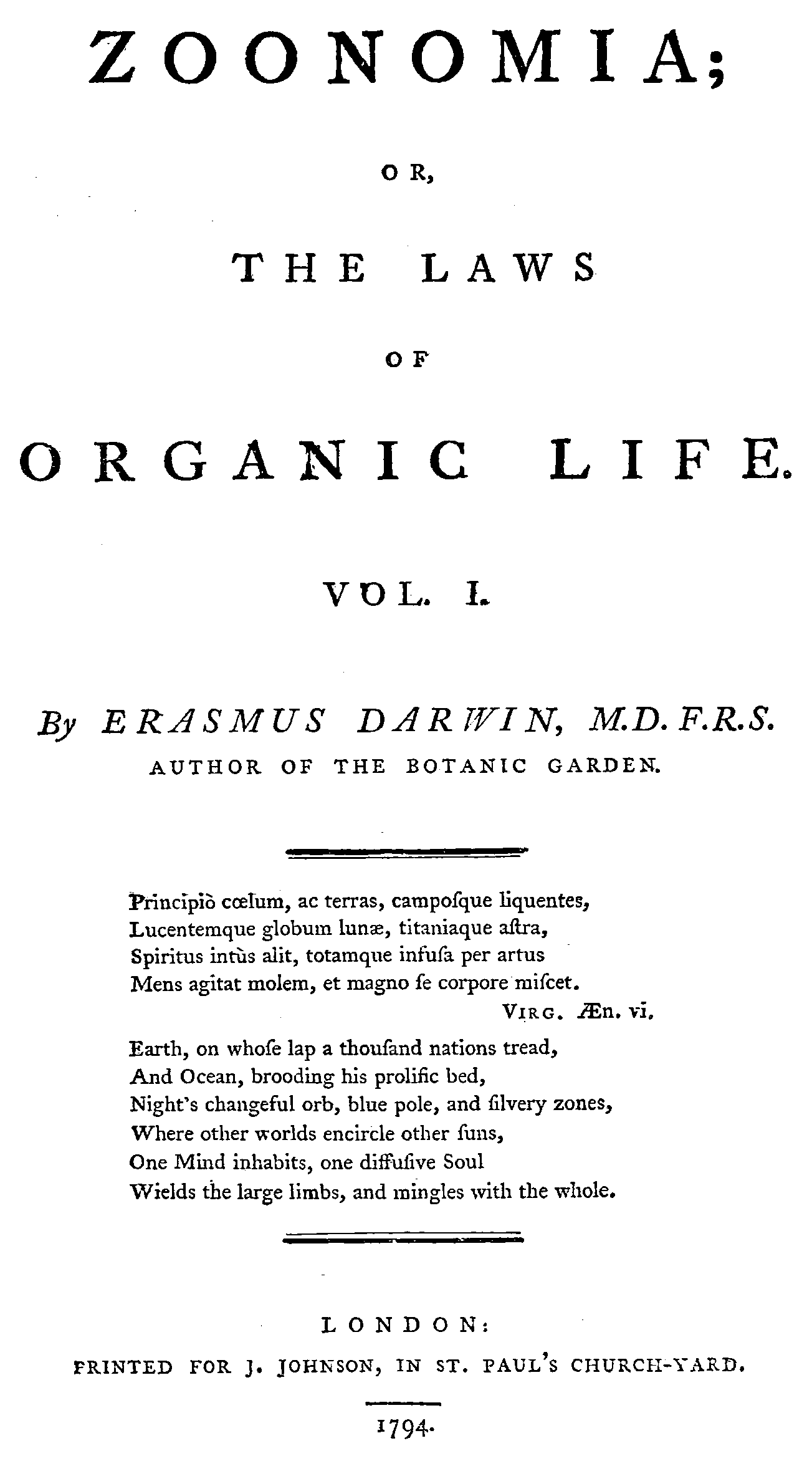
Titelseite des ersten Bandes (1794)

Zoonomia; or the Laws of Organic Life ist ein zweibändiges Werk des britischen Arztes Erasmus Darwin das 1794/1796 erschien. Das Buch enthält Überlegungen über Pathologie, Anatomie, Psychologie und die Arbeitsweise des Körpers, sowie Spekulationen zur biologischen Evolution. Von 1795 bis 1799 erschien es unter dem Titel Zoonomie oder Gesetze des organischen Lebens auf Deutsch.

## Werk
Das zweibändige Werk besteht aus drei Teilen. Der erste Band von 1794 ist in 40 Abschnitte gegliedert. Der zweite Band von 1796 enthält die betitelten Teile A catalogue of diseases distributed into natural classes according to their proximate causes, with their subsequent orders, genera, and species, and with their methods of cure und The articles of the materia medica, with an account of the operation of medicines.
Bis 1801 erschienen drei Auflagen. Die dritte Auflage umfasst 2086 Seiten. Zoonomia wurde ins Deutsche (1795–1799, 5 Bände), Italienische (1803–1805, 6 Bände), teilweise ins Portugiesische (1806) und Französische (1810, 4 Bände) übersetzt. Zoonomia stand auf dem Index librorum prohibitorum. Der Eintrag erfolgte am 22. Dezember 1817 und war eine Reaktion auf die 1803/1805 veröffentlichte italienische Übersetzung.
Der am Ende des ersten Bandes eingefügte Abschnitt Of ocular spectra ist eine ungekürzte Kopie des 1786 in den Philosophical Transactions der Royal Society veröffentlichten Artikels New experiments on the ocular spectra of light and colours seines Sohnes Robert Darwins, der auf dessen Dissertation aus dem Jahr 1785 beruhte. Der Abschnitt On the retrograde motions of the absorbent vessels ist eine Übersetzung der Dissertation seines früh verstorbenen, ältesten Sohns Charles Darwin (1758–1778).

### Gliederung des ersten Bandes
- Of Motion.
Von der Bewegung.
- Explanations and Definitions.
Erklärungen und Definitionen.
- The Motions of the Retina demonstrated by Experiments.
Die Bewegungen der Netzhaut durch Versuche bewiesen.
- Laws of Animal Causation.
Gesetze der thierischen Causation.
- Of the four Faculties or Motions of the Sensorium.
Von den vier Facultäten oder Bewegungen des Sensoriums.
- Of the four Classes of Fibrous Motions.
Von den vier Claffen fibröser Bewegungen.
- Of Irritative Motions.
Von Reitzungs-Bewegungen.
- Of Sensitive Motions.
Von Empfindungs-Bewegungen.
- Of Voluntary Motions.
Von willkührlichen Bewegungen.
- Of Associate Motions.
Von associirten Bewegungen.
- Additional Observations on the Sensorial Powers.
Hinzugefügte Bemerkungen über die sensoriellen Kräfte.
- Of Stimulus, Sensorial Exertion, and Fibrous Contraction.
Vom Reitz, sensorieller Aeuserung und fibröser Zusammenziehung
- Of Vegetable Animation.
Von der vegetabilischen Bewegung.
- Of the Production of Ideas.
Von der Hervorbringung der Ideen.
- Of the Classes of Ideas.
Von den Classen der Ideen.
- Of Instinct.
Vom Instinkt.
- The Catenation of Animal Motions.
Verkettung der thierischen Bewegungen.
- Of Sleep.
Vom Schlaf.
- Of Reverie.
Von der Träumerey.
- Of Vertigo.
Vom Schwindel.
- Of Drunkenness.
Von der Trunkenheit.
- Of Propensity to Motion. Repetition. Imitation.
Von der Geneigtheit zu Bewegung; Wiederholung, Nachahmung.
- Of the Circulatory System.
Von dem Systeme der Circulation.
- Of the Secretion of Saliva, and of Tears. And of the Lacrymal Sack.
Von der Absonderung des Speichels und der Thränen und von dem Thränensacke.
- Of the Stomach and Intestines.
Von dem Magen und den Eingeweiden.
- Of the Capillary Glands, and of the Membranes.
Von den Haargefäß-Drüsen.
- Of Hemorrhages.
Von Blutflüssen.
- The Paralysis of the Lacteals.
Von der Lähmung der Milchgefässe.
- The Retrograde Motions of the Absorbent Vessels.
Rückgängige Bewegungen der einsaugenden Gefässe.
- The Paralysis of the Liver.
Von der Lähmung der Leber.
- Of Temperaments.
Von den Temperamenten.
- Diseases of Irritation.
Krankheiten von Reitzung.
- Diseases of Sensation.
Krankheiten von Empfindung.
- Diseases of Volition.
Krankheiten vom Willen.
- Diseases of Relation.
Krankheiten von der Association.
- The Periods of Diseases.
Von den Perioden der Krankheiten.
- Of Digestion, Secretion, Nutrition.
Von der Verdauung, Absonderung und Ernährung.
- Of the Oxygenation of the Blood in the Lungs and Placenta.
Von der Oxygenation des Bluts in den Lungen und Mutterkuchen.
- Of Generation.
Von der Erzeugung.
- Of Ocular Spectra.
Von Augentäuschungen.

### Spekulationen zur Evolution
Im Abschnitt Of generation (Von der Erzeugung) spekuliert Erasmus Darwin über Evolution:

„Denkt man nun nach diesem über die große Aenlichkeit der Bauart der warmblütigen Thiere nach, bedenkt man die großen Veränderungen, welche sie vor und nach der Geburt leiden, erinnert man sich, in welch einem geringen Zeittheilchen manche der oben beschriebenen Veränderungen der Thiere vorgegangen sind, sollte es dann wohl zu kühn seyn sich vorzustellen, daß in dem großen Zeitraume, seit dem die Erde existirt hat, vielleicht Millionen Zeitalter vor dem Anfange der Geschichte des Menschen, sollte es wohl zu kühn seyn sich da vorzustellen, daß alle warmblütigen Thiere aus einem einzigen lebenden Filamente entstanden sind, welches die erste große Ursache mit Animalitat begabte, mit der Kraft neue Theile zu erlangen, begleitet mit neuen Neigungen, geleitet durch Reitzungen, Empfindungen, Willen und Associationen, und welches so die Macht besaß, durch seine ihm eingepflanzte Thätigkeit sich zu vervollkommnen, diese Vervollkommungen durch Zeugung der Nachwelt zu überliefern! Eine Welt ohne Ende!“

„From thus meditating on the great similarity of the structure of the warm-blooded animals, and at the same time of the great changes they undergo both before and after their nativity; and by considering in how minute a proportion of time many of the changes of animals above described have been produced; would it be too bold to imagine, that in the great length of time, since the earth began to exist, perhaps millions of years […] that all warm-blooded animals have arisen from one living filament, which THE GREAT FIRST CAUSE endued with animality, with the power of acquiring new parts, attended with new propensities, directed by irritations, sensations, volitions and associations,  and thus possessing the faculty of continuing to improve by its own inherent activity, and of delivering down those improvements by generation to its posterity, world without end?“

Zu den Spekulationen gehört z. B. die sexuelle Attraktivität als Selektionsvorteil im Wettbewerb um Sexualpartner (Sec. XXXIX, Abschnitt 4, Absatz 8). Die Mutation und natürliche Selektion kamen dort nicht als Ursache für eine Evolution vor, sondern die Vererbung von Veränderungen wurde unter anderem als Folge einer Vorstellung der Veränderung (hauptsächlich des Vaters, Sec. XXXIX, Abschnitt 6, Absatz 6) angesehen, weshalb dieser Abschnitt auch Lamarckistische Ansätze besaß. Weiterhin erwähnt der Abschnitt gemeinsame Vorfahren aller Tiere (Sec. XXXIX, Abschnitt 4, Absatz 7).

### Auflagen
- 1. Auflage, 2 Bände, J. Johnson, London 1794–1796 (Digitalisat).
- 2. Auflage. 2 Bände, J. Johnson, London 1796 (Volltext: Band 1, Band 2).
- 3. korrigierte Auflage. 4 Bände, J. Johnson, London 1801 (Band 1, Band 2, Band 3, Band 4).

### Übersetzungen
- Zoonomie oder Gesetze des organischen Lebens. 5 Bände, Gebrüder Hahn, Hannover 1795–1799 (1. Teil: Band 1, Band 2,  2. Teil: Band 1, Band 2, 3. Teil) – übersetzt von Joachim Dietrich Brandis.

## Zeitgenössische Rezeption
Von Juli bis November 1794 erschien in The Analytical review eine fünfzigseitige Besprechung des ersten Bandes der Zoonomia. Seine Spekulationen zur Evolution wurden darin kaum beachtete. The Monthly Review besprach den ersten Band ebenfalls kurz. In The European Magazine wurde die Bedeutung des Buches sogar mit den Principia von Isaac Newton verglichen.
Der englische Dichter William Wordsworth benutzte Darwins Zoonomia als Quelle für Goody Blake and Harry Gill, ein Gedicht, das 1798 in den Lyrical Ballads veröffentlicht wurde.